# Moneta Dominorum Prussiae (Schilling)

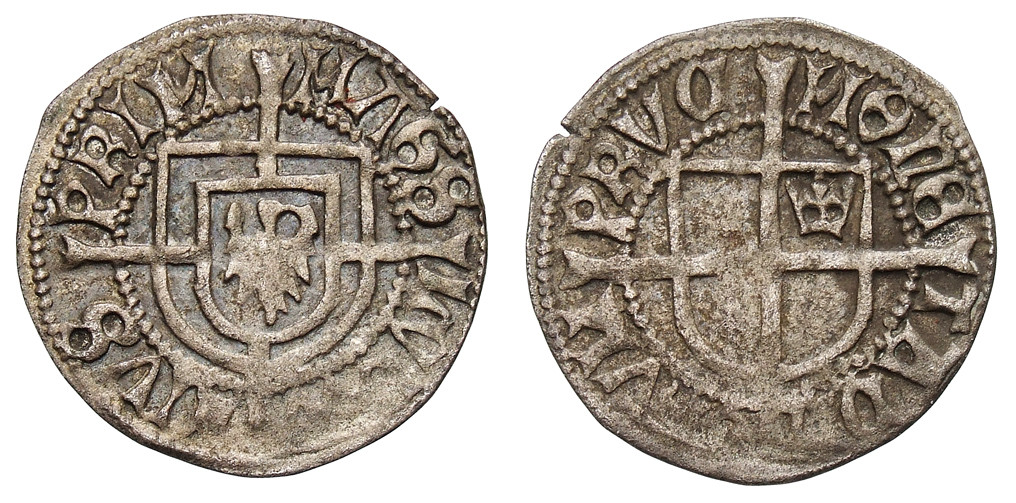
Schilling, 1450–1467, Ludwig von Erlichshausen

Moneta Dominorum Prussiae , auch MONETA DNORVM PRVCI (deutsch: Münze der Herren Preußens), war die Bezeichnung einer mittelalterlichen Münze die vom Jahre 1380 an bis 1525 im Deutschen Ordensstaat im Umlauf war.
Die Benennung der Münze war Schilling. Die Münze bestand aus Silber und hatte einen Durchmesser von etwa 20 Millimeter. Auf der Rückseite der Münze befand sich das Wappen des Deutschen Ordens. Am Außenrand war die Inschrift MONETA DNORVM PRVCI angebracht. Die Vorderseite zierte ein Schild mit Adler, wie der jeweilige herrschende Hochmeister ihn führte und am Rand den Titel (Magister) und Namen des jeweiligen Hochmeisters.

## Geschichte der Münze
Bedingt durch eine gute wirtschaftliche Entwicklung im Ordensstaat im 14. Jahrhundert wurden Veränderungen im monetären Bereich seitens der dafür zuständigen Hochmeister notwendig. Bis dahin waren Pfennigmünzen (Denare) in Form von Hohlpfennigen (Brakteaten) im Umlauf. Diese entsprachen aber vom Material nicht ihrem tatsächlichen Nennwert, noch gab es eine ausreichende Menge um den gestiegenen Ansprüchen zu genügen. Deshalb ließ der Hochmeister Winrich von Kniprode ab 1380 Schillingmünzen prägen. Die auch als Solidus bezeichneten Münzen hatten einen Wert von zwölf Pfennigen. 60 Stück Schillinge ergaben eine Preußische Mark.
Der Schilling hatte bei seiner Einführung einen Silberfeingehalt von 845/1000 und war über lange Zeit die gebräuchlichste Münze im Deutschen Ordensstaat. Der Wert der Münze sank jedoch infolge der ungünstigen politischen Entwicklung des Ordens bis zum Ende des 15. Jahrhunderts zur Zeit des Hochmeisters Johann von Tiefen (1489–1497) auf einen Silberfeingehalt von nur noch 200/1000.

## Andere im Ordensstaat gültige Währungseinheiten
- Hohlpfennige (Brakteaten)
- Kölner Pfennig
- Böhmische Groschen
- Ungarische Gulden
- Halbschoter = Silbermünze zu 16 Pfennig
- Vierchen = Silbermünze zu 4 Pfennig
- Preußische Mark